# Šimun Šipić
Fra Šimun (Petar) Šipić (Vedrine, 17. srpnja 1932. – Živogošće, 3. veljače 1992.), hrvatski franjevac, teolog, visoki crkveni dužnosnik

## Životopis
Rodio se u Vedrinama. U Franjevačkoj provinciji Presvetog Otkupitelja završio je filozofsko-teološki studij i na Bogoslovnom fakultetu u Zagrebu. Na Bogoslovnom fakultetu u Zagrebu doktorirao teologiju 1956. godine. Godine 1958. zaredio se za svećenika. Obnašao je službe u Franjevačkoj provinciji Presvetog Otkupitelja: župni vikar u Drnišu, magistar klerika, samostanski vikar, gvardijan i profesor na Bogosloviji u Makarskoj, definitor, urednik Službe Božje i provincijal. Umro je u Živogošću, a pokopan u Makarskoj.